# Fujiwara no Sanemune
Fujiwara no Sanemune (藤原実宗, posteriormente conhecido como Saionji Sanemune, 1145 - 1214) foi um kuge (membro da Corte) que viveu início do período Kamakura da história do Japão. Foi o filho mais velho de Kinmichi. Alcançou o cargo de Naidaijin, e foi o terceiro líder do Ramo Saionji do Clã Fujiwara. Também era conhecido como Bōjiro Naidaijin, Ōmiya e Gojō.
Em 07 de janeiro de 1148 entra na Corte durante o reinado do Imperador Konoe. Em 12 de novembro de 1155 já no governo de Imperador Go-Shirakawa foi classificado como Jugoi (funcionário da corte de quinto escalão junior) e em 24 de janeiro de 1157 é nomeado Jijū (moço de câmara). Em 10 de agosto do ano seguinte é relotado para o Konoefu (Guarda do Palácio).
Em 3 de janeiro de 1159 durante o governo do Imperador Nijo é elevado a classificação de Shōgoi (funcionário de quinto escalão pleno) concomitantemente a partir do dia 26 desse mes assume o cargo de Bingo kai (governador de Bingo). Em 5 de janeiro de 1161 sua classificação é elevada a Jushii (quarto escalão júnior). E em 18 de outubro deste ano passa a ser Uchūjō (subcomandante da ala direita do Konoefu). Em 5 de janeiro de 1163 passa a ter a classificação de Shōshii (quarto escalão pleno). E a partir do dia 21 passa a ser Iyo gonsuke (vice-governador de Iyo).
Em 11 de janeiro de 1168, no governo do Imperador Takakura é relotado como Sanuki kai (governador de Sanuki). Em 30 de dezembro de 1170 é nomeado Kuroudo Gashira (Chefe da Secretaria Imperial). Em 8 de abril de 1173 entra em luto pela morte de seu pai que só vai terminar em 12 de junho deste mesmo ano. Em 05 de dezembro de 1176 é nomeado Sangi. E no dia 8 desse mes promovido a chūjō no kenkan (comandante da ala direita do Konoefu). Em 24 de janeiro do ano seguinte nomeado Bizen gonmori (guardião de Bizen)  e no dia 17 de dezembro daquele ano, sua classificação é elevada a Jusanmi(terceiro escalão júnior). Em 5 de setembro de 1179, se torna Shōsanmi (terceiro escalão pleno).
Em 8 de março de 1182 Sanemune é nomeado Bingo gonmori no governo do Imperador Antoku. Em 22 de janeiro de 1183 é nomeado Chūnagon e em 18 de fevereiro se torna chokuju taiken (lit. O que pode portar o sabre, uma homenagem em que o imperador em pessoa condecora com um sabre).  Em 24 de julho de 1184 sua classificação foi elevada a Junii (segundo escalão júnior).
Em 25 de dezembro de 1185 no governo do Imperador Go-Toba Sanemune atinge a classficação de Shōnii (segundo escalão pleno). Em 28 de março de 1191 é nomeado Dainagon. No dia 23 de abril de 1198 inicia o luto pela morte de sua mãe que irá durar até dezembro. Em 24 de novembro de 1205 foi nomeado Naidaijin cargo que ocupa até 13 de março de 1206. No dia 27 de novembro deste mesmo ano se Sanemune tornou um monge budista (shukke) até sua morte em 21 de janeiro de 1214.

## Como Sanemune se tornou Naidaijin
Sanemune foi o primeiro dos descendentes de Michisue que passaram a se chamar Saionji, a ser nomeado Naidaijin. Isso ocorreu porque houve algumas reviravoltas no processo. Na época Fujiwara no Tadataka havia sido promovido a Udaijin deixando o cargo de Nadaijin vago. Quem deveria assumir a vaga era Minamoto no Michisuke do Ramo Koga do Clã Minamoto que estava muito doente vindo a falecer no dia 25 de julho de 1205.  No dia 19 de julho, o Imperador Go-Toba nomeou Sanemune no lugar de Michisuke com a aprovação do Shogunato, antes disso consultou Fujiwara no Sadaie para saber se os Fujiwara não criariam caso se o Ramo Saionji ocupasse o cargo. Sadaie respondeu que "no caso de tal coisa acontecer, os Fujiwara que não vêem problema algum". Sadaie disse isso pois era muito amigo de Kintsune filho de Sanemune.
Michisue foi indicado Naidaijin mas seu cargo foi retirado em 8 de julho de 1205. Havia a possibilidade de que algum parente (Masamichi ou Michichika) assumisse o cargo. Mas por fim Sanemune assume o cargo. E Sadaie fez um belo artigo em seu diário Meigekki.